# Киквидзе, Василий Исидорович
Васи́лий (Васо́) Иси́дорович Кикви́дзе (28 февраля [12 марта] 1895 или 28 февраля 1895, Кутаис, Кутаисская губерния, Российская империя — 11 января 1919 или 12 января 1919, Волгоградская область) — активный участник гражданской войны, красный командир, командовал воинскими соединениями Красной армии на Южном фронте.

## Биография
Родился 28 февраля (12 марта) 1895 года в Кутаиси. Годы его раннего детства прошли в Тифлисе. Большая семья жила на маленький заработок отца — повара, выходца из крестьян. Мать его, Антиофа Виссарионовна, была дочерью кузнеца. Жили буквально впроголодь. С детства Васо познал нужду и труд.
Отец его, Исидор Михайлович Киквидзе, считался честным человеком с передовыми взглядами. Он умер, когда Василию было 6 лет. Оставшись без средств к существованию, Антиофа Киквидзе переехала из Тифлиса к своему отцу — Виссариону Рухадзе в деревню Хони недалеко от Кутаиси. Дед определил Васо в Кутаисскую мужскую гимназию. В одно время с ним, но классом старше в этой же гимназии учился Владимир Маяковский. Здесь Киквидзе вступил в революционный кружок, которым руководил Кутаисский комитет РСДРП. Киквидзе участвовал в распространении листовок, прокламаций и прославился своей дерзостью и отвагой.
Принимал участие в революции 1905 года (распространял листовки), а в 1910 году из-за большой материальной нужды, а главное, из-за политической неблагонадежности был исключён из Кутаисской гимназии за политическую неблагонадёжность. Поступил молотобойцем в кузницу.
Во время Первой мировой войны с 1915 года служил вольноопределяющимся, после военного обучения в городе Кирсанов Тамбовской губернии служил в 6-й кавалерийской дивизии 7-го кавалерийского корпуса Юго-Западного фронта.
Прежде чем он успел явиться к месту службы, в Кирсанов прибыло сообщение из жандармского управления Кутаиси о его неблагонадёжности. Начальство явно начало придираться к нему, стараясь спровоцировать.
Весной 1916 года он бежал в Баку, где устроился рабочим на нефтяных промыслах. Однако среди промысловиков нашёлся человек, выдавший Киквидзе полиции. Отсидев положенное время на гауптвахте, он снова направляется в строй, теперь уже под особым надзором.
В начале января 1917 года новобранцев отправили с маршевым эскадроном на позиции. Воспользовавшись царившей во время отправки неразберихой, Киквидзе бежал, на этот раз в район Кутаиси. Здесь, в одном из горных аулов, у своего дальнего родственника, он рассчитывал найти надёжное убежище. Но его снова выследили, он был арестован и отправлен в Кутаиси на военную гауптвахту. Через несколько дней военно-полевой суд кутаисского гарнизона за «измену» и неоднократный побег из армии приговорил его к смертной казни..
Был амнистирован после Февральской революции. Вступил в партию левых эсеров.
В марте 1917 года возглавил солдатский комитет 6-й кавалерийской дивизии. Являлся делегатом Первого съезда солдатских депутатов Юго-Западного фронта (7 мая 1917 года, Каменец-Подольский).
После выступления Киквидзе на митинге перед солдатами 3-го запасного кавалерийского полка начались беспорядки, в результате которых был убит помощник командира полка полковник Антадилов.
После Октябрьской революции 1917 года избран товарищем (заместителем) председателя Военно-Революционного комитета Юго-Западного фронта. 29 декабря 1917 года выехал из расположения 6-й кавалерийской дивизии в Ровно для участия во внеочередном съезде фронтовых комитетов солдатских депутатов (проведение съезда было назначено на 30 декабря 1917 года в связи с тем, что подчинявшиеся Центральной Раде гайдамаки захватили штабы 11-й, 4-й, 6-й и 8-й армий).
30 декабря 1917 года отряд гайдамаков под командованием полковника Оскилко занял город, но был выбит контратакой трёх сводных отрядов, организованной Киквидзе и Ерёминым
1 января 1918 года в Ровно был сформировал Ровенский красногвардейский отряд — 1500 человек (1100 военнослужащих Туркестанского и 25-го корпусов, 150 кавалеристов 13-го Орденского полка с конским составом и вооружением, автобронерота Юго-Западного фронта в полном составе, две полевые батареи Туркестанского корпуса, 25 военнослужащих 25-го инженерного полка и 50 рабочих города Ровно). После ремонта бронепоезда, 3 января 1918 года этот отряд под командованием Киквидзе нанёс поражение конному отряду гайдамаков под командованием полковника Оскилько, позднее занял Житомир, а затем — Бердичев, который удерживал, прикрывая эвакуацию Юго-Западного фронта.
В начале марта 1918 года под его командование были переданы отряды Г. Чудновского и В. Ауссема, эти силы стали основой для создания 4-й армии, которая с боями отступила к Полтаве.
В мае 1918 года сформировал в Тамбове 1-ю дивизию внеочередного формирования РККА (впоследствии получившую название 16-й стрелковой дивизии РККА) и стал её командиром (к концу мая в составе дивизии насчитывалось 4500 человек). 4 июня 1918 года дивизия была направлена в распоряжение командования Северо-Кавказского фронта и 12 июня вступила в боевые действия против донских казачьих полков, в течение трёх дней атаковавших станицу Урюпинская. 19—20 июня 1918 года сводный пехотно-кавалерийский отряд из состава дивизии (1000 человек под командованием Киквидзе) ликвидировал вооружённое восстание в Тамбове, которое было организовано под руководством царского генерала Богдановича и командира 1-го Тамбовского полка Окницкого.
С июня 1918 по январь 1919 года 16-я стрелковая дивизия входила в состав 9-й армии РККА, действовавшей против войск генерала П. Н. Краснова. Для этих действий Киквидзе получил от командования три бронепоезда, интернациональный батальон и роту китайцев. Под его началом с июня 1918 года воевал известный революционер, матрос-анархист А. Г. Железняков, которого Киквидзе назначил на должность командира 1-го полка своей дивизии.
В ночь с 11 на 12 января 1919 года около хутора Зубрилова при проведении рекогносцировки был смертельно ранен (ранение в грудь, чуть выше сердца) и скончался от полученного пулевого ранения.
Из станицы Преображенская тело Киквидзе было отправлено для захоронения в Москву. В Москве он был похоронен на Ваганьковском кладбище (59 участок).

## Обстоятельства гибели
Согласно официальной историографии гражданской войны В. И. Киквидзе погиб 11 января 1919 года около хутора Зубрилова в бою, или, как писалось иногда в биографических справках о Киквидзе, «в ночном бою».
В документальной повести писателя Т. К. Гладкова, написанной им в том числе и на основе литературной записи воспоминаний соратника Киквидзе — К. Ерёмина, говорится о «сухо треснувшем одиночном выстреле со стороны противника», то есть в этом случае картина уже несколько отличается от официальной историографической точки зрения о «ночном бое».
В начале 1919 года в станице Преображенской на совещании В. И. Киквидзе сообщил о своём решении «стереть с лица Земли» хутора Челышевский, Кирпичёвский, Галушкинский, Рогизмайловский Филоновской станицы. Бывший станичный атаман, полковник Ситников Филипп Иванович разработал операцию ликвидации Киквидзе. Физически устранить красного командира предстояло казаку хутора Челышевского Митяшову Титу Тихоновичу. Информатор из ближайшего окружения Киквидзе сообщил казакам время и маршрут очередного выезда. 11 января 1919 года Киквидзе с небольшой группой подчинённых (шесть человек) выехал верхом из хутора Зубрилов. Позиция Митяшова Т. Т. находилась в полутора километрах на пути из хутора Нижнекардаильского в хутор Куликовский. Ружейным выстрелом Киквидзе был смертельно ранен, красные бойцы доставили его в хутор Зубрилов, где он через несколько дней скончался.
У левых эсеров имелась своя версия гибели Киквидзе, которая была изложена в берлинском сборнике 1922 года «Кремль за решёткой (подпольная Россия)»:

«Тов. Киквидзе <…> был очень популярен в красноармейских массах, что крайне беспокоило коммунистов, не имевших возможности ни арестовать его как левого эсера, ни сместить с военного поста. Незадолго до смерти Киквидзе попались в руки документы о подготовке на него покушения тайной боевой дружиной, приехавшей из Питерской ЧК».

## Память
В честь В. И. Киквидзе названы:
- в 1936—1998 годах — посёлок городского типа Киквидзе (ныне станица Преображенская);
- Киквидзенский район в Волгоградской области;
- улицы в Волгограде, Тамбове.
- бульвар в городе Пушкине (в 1923—1993, ныне Кадетский бульвар);
- хутор Зубриловка Новониколаевского района Волгоградской области в 1936 переименован в хутор Киквидзе.
- в хуторе Зубриловка есть музей Киквидзе;
- парк и тупик в Тбилиси;
- улица и сквер в Кутаиси (в сквере Киквидзе ему также установлен бюст);
- 16-я стрелковая дивизия имела почётное наименование имени В. И. Киквидзе.

В октябре 2015 года Киквидзе попал в опубликованный Украинским институтом национальной памяти «Список лиц, которые подпадают под закон о декоммунизации». Его имя начали удалять с объектов топонимики на территории Украины. Например, улица Киквидзе в Киеве была переименована в улицу Михаила Бойчука в декабре 2016 года. Улица Киквидзе в Ровно была переименована ещё в декабре 2014 года.